# Aris Christofellis
Aris Christofellis (Grieks: Άρης Χριστοφέλλης) (Athene, 5 februari 1960) is een Griekse mannelijke sopraan.

## Studie
Hij studeerde piano in Athene en Parijs, maar vervolgens besloot hij zich toch te concentreren op de ontwikkeling van zijn zangtalenten.
In feite maakte Aris zijn debuut in Bordeaux in 1984. Hier gaf hij een groot concert, waarmee hij plotseling beroemd werd in Frankrijk.
Vervolgens zong hij in 1985 Wolfgang Amadeus Mozarts Excultate, jubilate, bij het Midem Classique inauguratieconcert in Cannes, waar hij door zowel het publiek als de critici bijzonder positief werd ontvangen.

## Repertoire
Het reportoire van Aris verschilt nogal. In beginsel houdt hij van het zingen van muziek uit de Renaissance, maar ook hedendaagse muziek is Aris niet vreemd. Toch concentreert hij zich het liefst op de Italiaanse Barok Opera of de 18e-eeuwse muziek.